# Tourville-sur-Pont-Audemer

Tourville-sur-Pont-Audemer este o comună în departamentul Eure, Franța. În 1 ianuarie 2022 avea o populație de 722 de locuitori.